# Reinhold Klebe
Reinhold Klebe (* 16. Januar 1913 in Dachau; † 1992 in Oberwarngau) war ein Offizier der Gebirgstruppe der Wehrmacht und ein Stabsoffizier der Bundeswehr.
Nach dem Abitur 1934 am Wilhelmsgymnasium München wurde Klebe Fahnenjunker beim Infanterie-Regiment 19 in der Adolf-Hitler-Kaserne München. Im März 1936 wurde er an das Gebirgsjäger-Regiment 99 überstellt. 1938 wurde er zum Leutnant im Gebirgsjäger-Regiment 98 befördert. Beim Angriff auf die Sowjetunion diente er im Korpsstab des Generals der Gebirgstruppe Rudolf Konrad. Nach der Schlacht bei Charkow wechselte er zur 1. Gebirgs-Division. Später lasteten ihm alte Kameraden an, dass er „nur aus Profilierungssucht und Ehrgeiz nach Auszeichnung mit dem Ritterkreuz die jungen Kerle in den sinnlosen Tod“ geschickt habe.
Als Kommandeur des III. Bataillons des Gebirgsjäger-Regiments 98 hatte er offiziell die Leitung beim Massaker von Kommeno. Seine Rolle dabei ist bis heute unklar. Jedenfalls wurde er hierfür nie zur Verantwortung gezogen. 
Im August 1956 wurde Klebe Kommandeur eines Gebirgsjägerbataillons und Standortältester der Bundeswehr in Mittenwald. Nach dem Krieg durchlief Klebe einen politischen Wandel und bekannte sich schon sehr frühzeitig zur Traditionswürdigkeit des militärischen Widerstands im „Dritten Reich“, zu einem Zeitpunkt also, als deren Handeln innerhalb der Bundeswehr teilweise noch als „Verrat“ galt. In einem Vortrag vor jungen Offizieren der Gebirgstruppe der Bundeswehr sagte Klebe 1964: 
„Wir brauchen als deutsche Soldaten das Vorbild der Männer des 20. Juli, um an ihrem Beispiel die sittlichen Maßstäbe zu erkennen, nach denen wir als Soldaten, als Menschen leben und handeln müssen.“
Im März 1969 wurde er im Range eines Oberstleutnants vorzeitig aus der Bundeswehr entlassen. Angesichts der Ermittlungsverfahren wegen Kommeno setzte er sich vorübergehend nach Argentinien ab. Er war dort für eine Kölner Firma als Fleischbeschauer tätig.  Von 1973 bis 1975 war Klebe Militärberater in Taiwan.